# Waikhomia
Waikhomia ist eine Gattung der Karpfenfische (Cyprinidae). Zu ihr gehören zwei Arten, die Maharajabarbe (Waikhomia sahyadriensis), die in Bergflüssen und Bächen der nördlichen Westghats vorkommt und Waikhomia hira, aus dem Einzugsgebiet des Kali.
- Waikhomia hira Katwate, Kumkar, Raghavan & Dahanukar 2020
- Waikhomia sahyadriensis (Silas, 1953)

## Merkmale
Von Puntius und anderen nah verwandten Gattungen unterscheidet sich Waikhomia durch die Kombination folgender Merkmale: Barteln fehlen. Der letzte unverzweigte Strahl der Rückenflosse ist glatt, seine Spitze ist stark segmentiert. Waikhomia-Arten haben insgesamt 30 Wirbel, 17 Rumpfwirbel und 13 Schwanzwirbel (die Wirbel hinter dem Anus). Die Seitenlinie ist vollständig mit 23 bis 25 mit Poren versehene Schuppen. Die Bauchflossen sind tiefschwarz mit weißer Spitze. Die Fische zeigen auf jeder Körperseite sechs bis acht Flecken.

## Belege
1. 1 2  Katwate, U., Kumkar, P., Raghavan, R. & Dahanukar, N. (2020): Taxonomy and systematics of the ‘Maharaja Barbs’ (Teleostei: Cyprinidae), with the description of a new genus and species from the Western Ghats, India. Zootaxa, 4803 (3): 544-560. DOI: 10.11646/zootaxa.4803.3.9